# Château de Génat
Le château de Génat peut-être aussi connu sous le nom de château de Roquemaure (Roco-Marlo) était un château ou castrum, anciennement situé à Génat, dans l'Ariège (France).

## Histoire

### Origine
Le site du château est occupé depuis au moins l'époque gallo-romaine, avec une citadelle, des villas et un cimetière.
Le château de Génat, plutôt un simple castrum, existe déjà vers le VIIIe siècle et pourrait avoir une origine sarrasine. Selon Adelin Moulis, des troupes sarrasines s'y seraient réfugiées en 778, lors d'une bataille contre les soldats de Charlemagne. Néanmoins, il s'agit peut-être en réalité du château ou fort de Castelmerle, situé sur les hauteurs de Tarascon, et qui servait aussi de relais pour la communication entre les châteaux de Miglos, Génat ou encore celui de Quié.

### Le Moyen Age central
Mentionné au Xe siècle comme le château de Roquemaure au centre du Sabarthès, il dépend au XIe siècle de la seigneurie de Quié. Cette dernière comprenait aussi Alliat, Illier, Lapège, Orus, Sentenac et Suc ; néanmoins Génat était le seul castrum. Il est sûrement reconstruit ou du moins renforcé par les seigneurs de Quié. Autour de 1110, un certain Pierre de Roquemaure, probablement capitaine du château, est cité lorsqu'il accepte de rendre l'église d'Arignac (Asnac à l'époque) à la basilique Saint-Sernin de Toulouse.
Le 14 janvier 1159 a lieu la première mention assurée du château, appelé Egenad (d'où Génat), lors de l'hommage du seigneur Arnaud de Quier (Quié) au comte Roger-Bernard Ier de Foix,,. En mai 1182, ce même comte réquisitionne le castrum degenath, puis en 1213 le castrum de Genato est inclus dans les archives comme une des fortifications du comté de Foix. Il fait toujours partie de ce territoire en 1272, et en juillet 1283, il est racheté par Sicard de Belpech à Ramon-Batalha de Château-Verdun.
Il n'est plus mentionné après le XIVe siècle, et selon la médiéviste Annie Cazenave, il pourrait avoir été détruit car abritant des cathares, peu après la croisade des albigeois. Aujourd'hui, le lieu-dit Le Castel témoigne de ce passé disparu.